# توماس باين أوتن
توماس باين أوتن (بالإنجليزية: Thomas O. Paine) (9 نوفمبر 1921 - 4 مايو 1992) هو عالم أمريكي ومشجع لاسكتشاف ودراسة الفضاء، وهو الرئيس الثالث لوكالة ناسا من تاريخ 21 مارس 1969 حتى 15 سبتمبر 1970.
أثناء فترته الإدارية لناسا انطلقت أول سبع بعثات من أوبولو والتي كانت مأهوله بالبشر بما في ذلك الرحلة التي هبط فيها أول إنسان على سطح القمر، أيضًا شارك أوتن في صياغة مشاريع وخطط الوكالة في فترة ما بعد أوبولو.

## روابط خارجية
- توماس باين أوتن على موقع مونزينجر (الألمانية)